# Завод хімії хлору в Явані
Завод хімії хлору в Явані — виробничий майданчик у Таджикистані, розташований за десяток кілометрів на захід від міста Яван.
Яванський електрохімічний комбінат був одним з великих промислових підприємств, передумовами для появи яких стала дешева електроенергія від потужної Нурецької ГЕС. При цьому для забезпечення комбінату технологічним паром, а також з метою забезпечення резервного джерела живлення, у комплексі з хімічним виробництвом звели Яванську ТЕЦ. Завершення будівництва електрохімічного комбінату припало на 1970-ті роки (за одними даними, Яванська ТЕЦ стала до ладу в 1969-му, за іншими — лише в 1974—1975 роках).
Комбінат використовував технологію електролізу, при цьому джерелом основної сировини — хлориду натрію — було Тутубулацьке родовище кам'яної солі. Також завод споживав вапняк Пустхурського кар'єру. Асортимент продукції включав каустичну соду, хлор, гіпохлорит кальцію, гіпохлорит натрію. У 1987 році фактичне виробництво цих продуктів становило 70 тисяч тонн, 58 тисяч тонн, 8,3 тисячі тонн та 1,5 тисячі тонн відповідно.
У 1990-х роках на тлі краху планової економіки та подій Громадянської війни завод потрапив у скрутне становище, була втрачена частина обладнання. В 2005-му майданчик зміг випустити лише 776 тонн каустичної соди, 35 тонн хлору, 9 тонн гіпохлориту кальцію та 268 тонн гіпохлориту натрію. Наступного року показники були ще менші, а в 2007-му завод знову припинив діяльність. У 2013-му повідомлялось, що підприємство не працює вже кілька років.
Також можливо відзначити, що в 2016-му побіч запустили завод хімії фтору, що належить компанії ТАЛКО (опіку здійсює Таджицький алюмінієвий комбінат).